# Elizabeth Hargrave

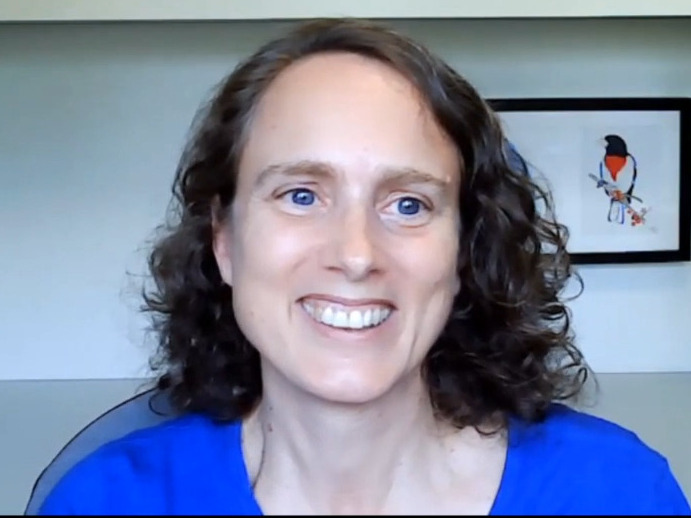
Elizabeth Hargrave

Elizabeth Hargrave (* im 20. Jahrhundert) ist eine US-amerikanische Spieleautorin. Ihr Spiel Flügelschlag (Originaltitel Wingspan) wurde 2019 als Kennerspiel des Jahres ausgezeichnet.

## Leben
Hargrave erwarb einen Master in Public Affairs und war anschließend über zehn Jahre bei der Sozialforschungsorganisation NORC an der Universität Chicago als Politikanalystin tätig. Später machte sie sich als Beraterin für Gesundheitspolitik selbstständig. Zeitlebens an Spielen interessiert, wurde nach einem Spieleabend mit Freunden die Frage aufgeworfen, warum es für zahlreiche Interessen kaum Brettspiele gäbe. Ihrem Interesse für Vogelbeobachtung folgend entwickelte Hargrave daraufhin das Brettspiel Flügelschlag (Originaltitel Wingspan), in dem Spieler darum wetteifern, unterschiedliche Vogelarten in ihren Habitaten anzusiedeln. Das Spiel wurde 2019 veröffentlicht, erhielt zahlreiche positive Kritiken und die Auszeichnung als Kennerspiel des Jahres. Hargraves nächstes Spiel Mariposas wurde 2020 veröffentlicht und hat die Wanderung des Monarchfalters als Thema.
Elizabeth Hargrave ist mit einem Landschaftsarchitekten verheiratet und lebt in Maryland.

## Spiele
- 2018: Tussie-Mussie
- 2019: Flügelschlag
- 2020: Mariposas
- 2020: Europa-Erweiterung für Flügelschlag
- 2020: Ozeanien-Erweiterung für Flügelschlag
- 2022: Asien-Erweiterung für Flügelschlag
- 2023: The Fox Experiment (mit Jeff Fraser)
- 2024: Undergrove